# Biologija u 1776.
◄◄ | ◄ | 1773. | 1774. | 1775. | 1776.  | 1777. | 1778. | 1779. | ► | ►►
Arhitektura • Astronomija • Biologija • Glazba • Kazalište • Kemija • Kiparstvo • Knjige • Književnost • Kršćanstvo • Medicina • Politika • Pravo • Promet • Slikarstvo • Šport • Znanost
Biologija u 1776.

## Svijet

### Rođenja
- 17. svibnja − Amos Eaton, američki botaničar († 1849.)

## Vanjske poveznice
|  | Zajednički poslužitelj ima još gradiva o temi Biologija |